# Valle de Banderas
Valle de Banderas es una localidad mexicana situada en el suroeste del estado de Nayarit. Es la cabecera del municipio de Bahía de Banderas.

## Geografía
La localidad de Valle de Banderas se localiza en el suroeste de Nayarit, dentro del municipio de Bahía de Banderas; ubicándose en el centro-sur del mismo. Se encuentra a una altura media de 63 m s. n. m.

### Clima
El clima de Valle de Banderas es cálido subhúmedo con lluvias en verano. Tiene una temperatura media anual de 25.9 °C y una precipitación media anual de 1011.1 milímetros.
| Parámetros climáticos promedio de Valle de Banderas, Nayarit | Parámetros climáticos promedio de Valle de Banderas, Nayarit | Parámetros climáticos promedio de Valle de Banderas, Nayarit | Parámetros climáticos promedio de Valle de Banderas, Nayarit | Parámetros climáticos promedio de Valle de Banderas, Nayarit | Parámetros climáticos promedio de Valle de Banderas, Nayarit | Parámetros climáticos promedio de Valle de Banderas, Nayarit | Parámetros climáticos promedio de Valle de Banderas, Nayarit | Parámetros climáticos promedio de Valle de Banderas, Nayarit | Parámetros climáticos promedio de Valle de Banderas, Nayarit | Parámetros climáticos promedio de Valle de Banderas, Nayarit | Parámetros climáticos promedio de Valle de Banderas, Nayarit | Parámetros climáticos promedio de Valle de Banderas, Nayarit | Parámetros climáticos promedio de Valle de Banderas, Nayarit |
| Mes                                                          | Ene.                                                         | Feb.                                                         | Mar.                                                         | Abr.                                                         | May.                                                         | Jun.                                                         | Jul.                                                         | Ago.                                                         | Sep.                                                         | Oct.                                                         | Nov.                                                         | Dic.                                                         | Anual                                                        |
| ------------------------------------------------------------ | ------------------------------------------------------------ | ------------------------------------------------------------ | ------------------------------------------------------------ | ------------------------------------------------------------ | ------------------------------------------------------------ | ------------------------------------------------------------ | ------------------------------------------------------------ | ------------------------------------------------------------ | ------------------------------------------------------------ | ------------------------------------------------------------ | ------------------------------------------------------------ | ------------------------------------------------------------ | ------------------------------------------------------------ |
| Temp. máx. abs. (°C)                                         | 38.0                                                         | 38.5                                                         | 39.5                                                         | 45.5                                                         | 48.0                                                         | 48.0                                                         | 47.0                                                         | 49.5                                                         | 46.0                                                         | 39.5                                                         | 39.0                                                         | 39.0                                                         | 49.5                                                         |
| Temp. máx. media (°C)                                        | 30.0                                                         | 30.1                                                         | 30.7                                                         | 32.2                                                         | 34.0                                                         | 34.8                                                         | 34.8                                                         | 34.6                                                         | 33.5                                                         | 33.4                                                         | 32.7                                                         | 30.8                                                         | 32.6                                                         |
| Temp. media (°C)                                             | 22.5                                                         | 22.5                                                         | 23.1                                                         | 24.5                                                         | 26.5                                                         | 28.4                                                         | 28.8                                                         | 28.7                                                         | 28.2                                                         | 27.6                                                         | 25.9                                                         | 23.8                                                         | 25.9                                                         |
| Temp. mín. media (°C)                                        | 15.0                                                         | 15.0                                                         | 15.6                                                         | 16.9                                                         | 18.9                                                         | 22.1                                                         | 22.8                                                         | 22.8                                                         | 23.0                                                         | 21.9                                                         | 19.1                                                         | 16.7                                                         | 19.2                                                         |
| Temp. mín. abs. (°C)                                         | 9.5                                                          | 9.0                                                          | 9.5                                                          | 10.0                                                         | 5.0                                                          | 10.0                                                         | 10.5                                                         | 10.0                                                         | 9.5                                                          | 10.5                                                         | 11.0                                                         | 9.0                                                          | 5.0                                                          |
| Precipitación total (mm)                                     | 19.9                                                         | 8.5                                                          | 4.9                                                          | 9.2                                                          | 6.6                                                          | 122.3                                                        | 183.5                                                        | 291.5                                                        | 265.4                                                        | 61.6                                                         | 19.0                                                         | 18.9                                                         | 1011.1                                                       |
| Días de precipitaciones (≥ 1 mm)                             | 2.2                                                          | 1.0                                                          | 0.3                                                          | 0.4                                                          | 0.4                                                          | 8.2                                                          | 13.5                                                         | 16.0                                                         | 14.4                                                         | 5.7                                                          | 1.5                                                          | 2.1                                                          | 65.7                                                         |
| Fuente: Servicio Meteorológico Nacional                      |                                                              |                                                              |                                                              |                                                              |                                                              |                                                              |                                                              |                                                              |                                                              |                                                              |                                                              |                                                              |                                                              |

## Demografía
De acuerdo con el Censo de Población y Vivienda realizado en marzo de 2020 por el Instituto Nacional de Estadística y Geografía (INEGI), en Valle de Banderas había un total de 8730 habitantes, 4395 mujeres y 4335 hombres.

### Evolución demográfica
| Gráfica de evolución demográfica de Valle de Banderas entre 1900 y 2020 |
|                                                                         |
| Fuente: Instituto Nacional de Estadística y Geografía                   |